# Ноакс (Удине)
Ноакс је насеље у Италији у округу Удине, региону Фурланија-Јулијска крајина.
Према процени из 2011. у насељу је живело 68 становника. Насеље се налази на надморској висини од 97 м.